# Полдник

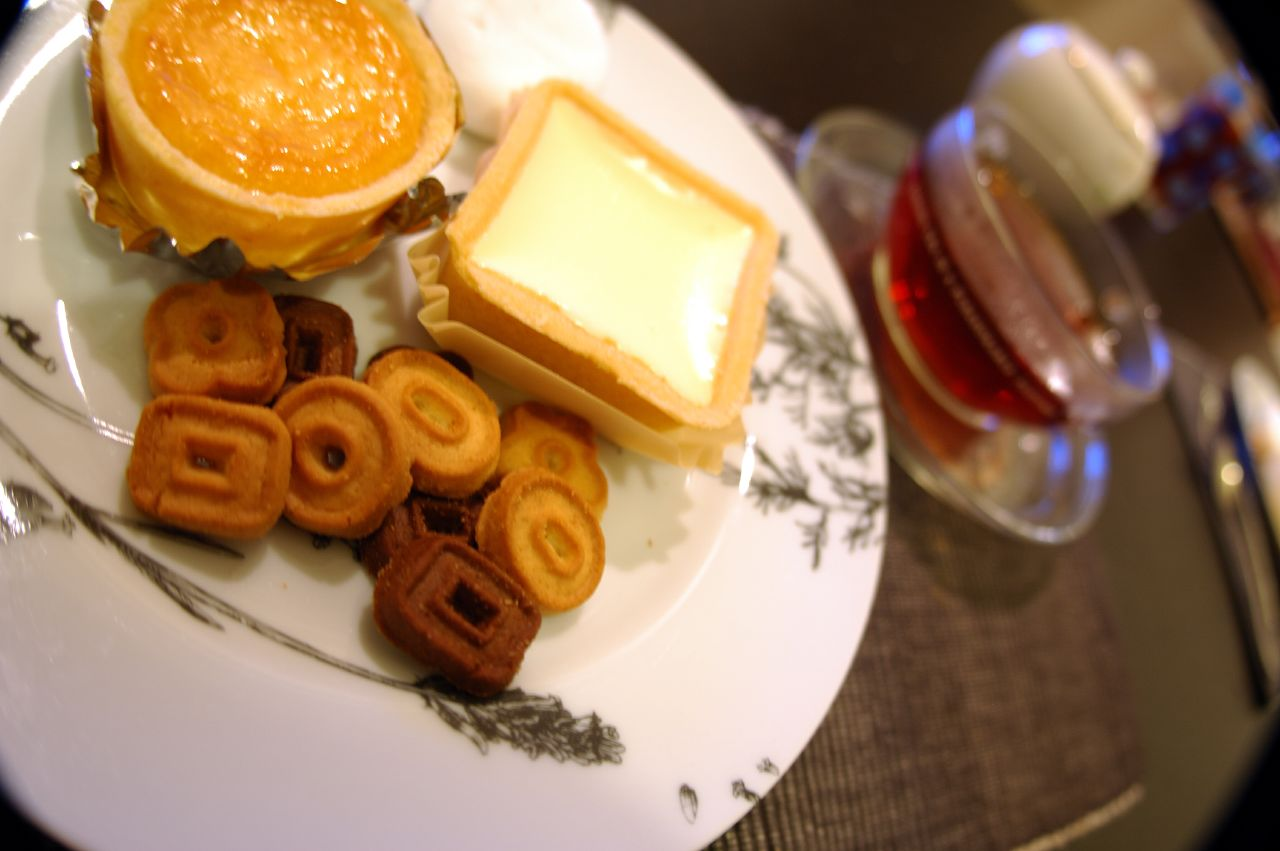
Полдник

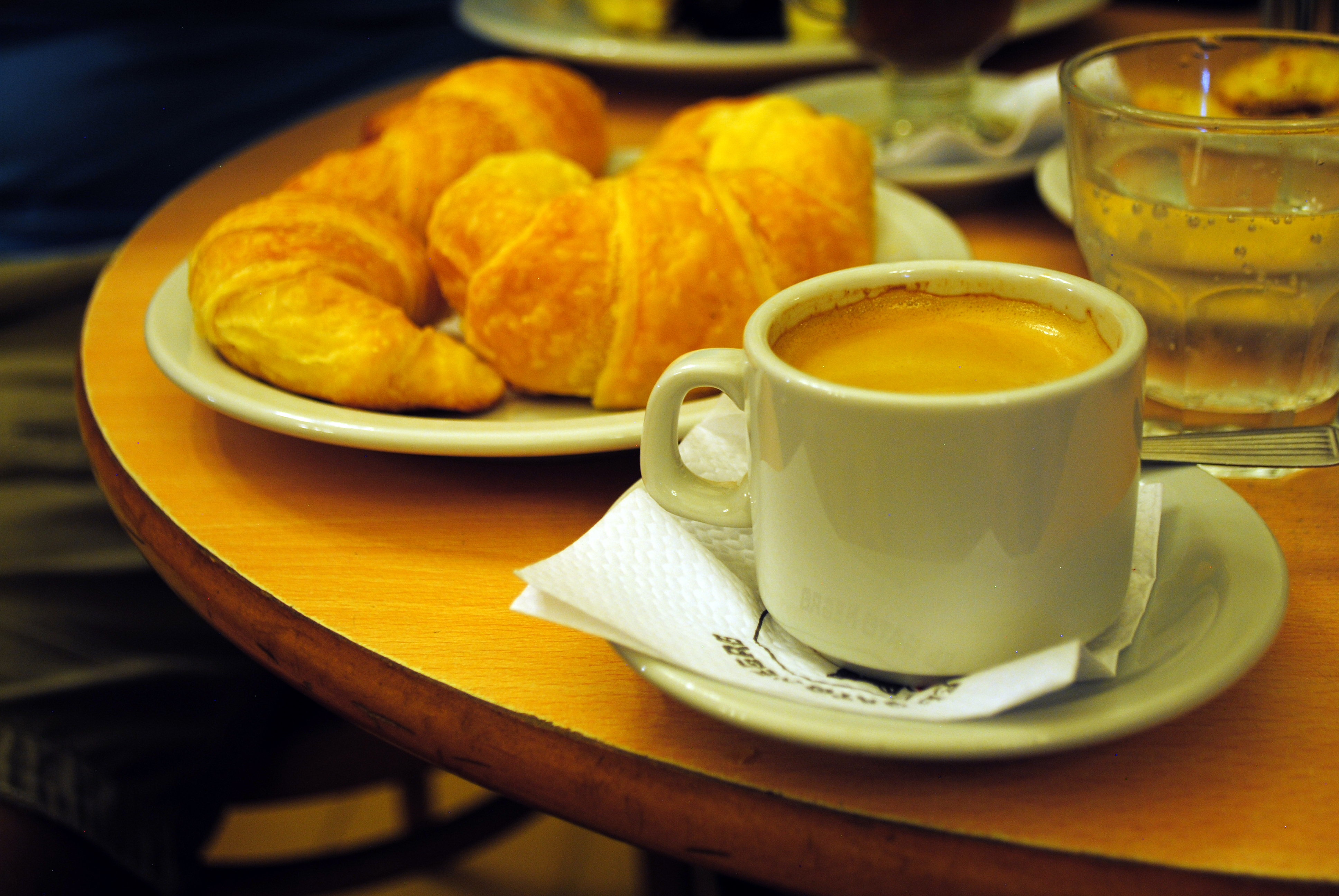
Традиционный полдник в аргентинском кафе: круассаны, кофе (двойной эспрессо) и стакан газированной воды

По́лдник — дополнительный приём пищи между обедом и ужином.
В российских детских садах и оздоровительных лагерях является обязательным приёмом пищи, проводится обычно после тихого часа, в 16 часов.

## История и происхождение названия
Имеются две основные версии происхождения слова «полдник». Согласно одной, распорядок дня русских крестьян был смещён по сравнению с распорядком городской жизни, вставать на работы приходилось затемно, поэтому завтрак выпадал на 4—5 часов ночи, в 9 часов утра — обедали, в 14 часов — паужин, «паужинали», в 20—21 часов — ужин, «ужинали», а в 12 часов дня, когда солнце достигало полдня — полдничали.
Другая версия связывает наименование «полдник» с 16 часами, когда солнце уже склонялось к вечеру, тем самым сообщая труженикам, что уже «прошла половина дня» и наступает время принятия лёгкой трапезы.
Ещё одна версия (как наиболее вероятная, что подтверждается в словаре Даля) говорит о том, что «полдник» — это лёгкий перекус, приём пищи в полдень (16 часов), между обедом и ужином. Полдник был лёгким, состоящим из продуктов, которые можно было взять с собой. Обед был обычно сытным и состоял из нескольких блюд. Те, кто работал весь день и не мог пообедать, ели вечером, в 20-21 час дома. Вечером в большинстве семей, из-за необходимости рано вставать и отсутствия времени на растопку печи, готовили еду на утро вечером, из продуктов, которые уже были готовы (варёные яйца, хлеб и т. д.). Накрывали полотенцем. Называли это завтраком («на завтра»).

## Меню
Полдник обычно состоит из приёма стакана молока, йогурта, чая, какао или сока с бутербродом или чем-нибудь печёным (печенье, вафли, кекс). Диетологи настоятельно советуют не включать в полдник для детей шоколад, конфеты, чипсы и газированные напитки.
Полдник помогает поддерживать пищеварительную систему в нормальном режиме, что особенно необходимо после дневного сна. В противном случае, из-за пренебрежения полдником, у ребёнка могут возникнуть проблемы с желудком.

## Полдник в разных странах
- В России время полдника около 16:00[2].
- В Узбекистане время полдника около 15:00
- Во Франции обычное время полдника в 16:00.
- В Англии, как правило, принимается в 17:00 и называется «послеобеденным чаем» (файв о`клок).
- В Испании полдник (мерье́нда) весьма распространён, особенно среди детей, обычно происходит около 17:00.
- В Аргентине, Уругвае и Парагвае принято проводить полдник (меренду) во второй половине дня, около 17:00, между обедом и ужином. Обычно состоит из питья (это может быть мате, кофе, какао на молоке, чай), и сладкой пищи, такой как торты, печенье, хлебцы с джемом, или свежего молока, сливочного масла или мёда.
- В Чили полдник принимаются с 16:00 до 20:00, и может быть даже в 21:00 или 22:00.
- В Колумбии полдник называется «onces», в центральных Андах состоит из горячего какао, кофе или чая с молоком. Проходит в 16:00 и 18:30.
- На Кубе обычный полдник около 19:00, в школе принимают в 10:00 и 16:00.
- В Перу полдник называют ланчем, проходит между 17:00 и 19:00.
- В Венесуэле полдник приходится на 16:00 или 21:00. Также в 9:00 (утренняя меренда).
- В Никарагуа полдник подразделяется на дообеденный (в 10:00) и послеобеденный (в 16:00)[3].